# Alameda di Pontevedra
L'Alameda dell'architetto Sesmero, popolarmente chiamata Alameda dai abitanti di Pontevedra, è un parco cittadino situato nel centro della città di Pontevedra, in Galizia (Spagna). Costituisce con il Parco delle Palme il più grande spazio verde nel centro di Pontevedra. L'Alameda si trova a ovest del centro storico, molto vicino al vecchio distretto di pescatori di A Moureira.

## Storia
L'Alameda di Pontevedra ha assunto la configurazione attuale alla fine del XIX secolo come parte di un ambizioso progetto di estensione della città a terreni situati fuori dalle antiche mura di Pontevedra .
Prima dello sviluppo di questo spazio urbano come Alameda, era conosciuto con i nomi di Campo della Verità (luogo di esecuzione dei detenuti) e Campo delle Ruote. Fu lì che all'epoca furono costruite corde e sartiame per la pesca. Dopo la costruzione del Convento di Santo Domenico e per la sua influenza, iniziò ad essere conosciuto come Campo di Santo Domenico. 

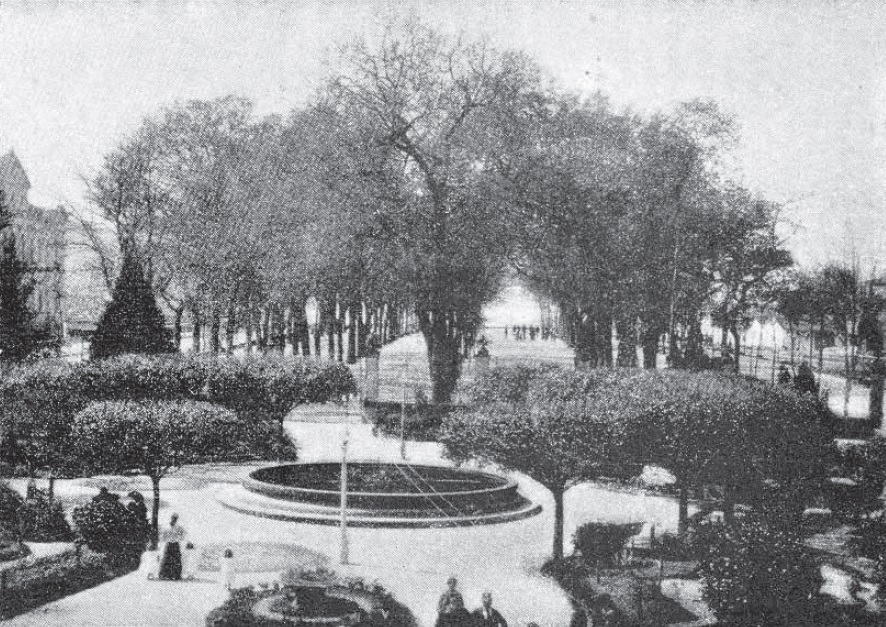
Alameda di Pontevedra nel 1898

Fu nel 1648 che i domenicani trasformarono il frutteto del loro convento in un luogo per passeggiare. Due secoli dopo, nel 1846, fu costruito un muro di sostegno, il terreno fu livellato, furono piantati alberi e furono installate le prime panchine in pietra. Nel 1847, una parte di questo campo corrispondente a quella che oggi è Alameda era chiusa con muri in pietra. L'Alameda aveva cinque ampie vie delimitate da alberi in linea retta e un ampio passeggio. C'erano 57 querce e 91 acacie e una magnifica vista sulla ria di Pontevedra e sul mare. I residenti più eleganti della città erano soliti passeggiarvi, soprattutto nelle sere d'estate, per respirare la brezza marina.
Fu con l'espansione urbana della fine del XIX secolo, che ha reso efficace l'architetto Alejandro Sesmero, che il processo di formazione di questo spazio emblematico è terminato.
Sesmero concepì un progetto per l'Alameda di Pontevedra come parte dell'espansione borghese della città e lo presentò ufficialmente il 29 aprile 1879 . Nei suoi primi anni, l'Alameda fu divisa longitudinalmente in diverse passeggiate parallele, che, all'interno di una società di classe, erano riservate all'uso di ciascuna categoria sociale. La passeggiata più vicina all'attuale Gran Vía de Montero Ríos era riservata alle tate e cameriere, la passeggiata adiacente alla classe media o agli artigiani e le due passeggiate rimanenti accanto all'attuale caffè El Cafetín erano riservate alle classi borghese e nobile.

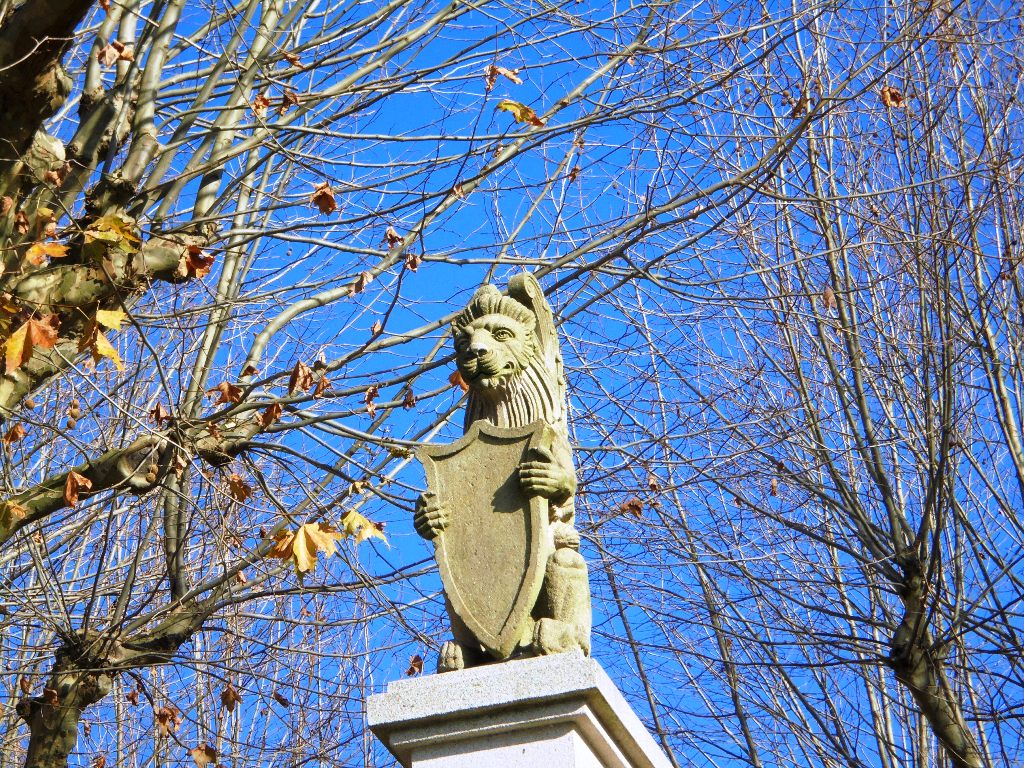
Leone di pietra all'ingresso occidentale dell'Alameda con lo stemma della città

All'inizio del XX secolo, nel 1904, fu costruito il palcoper ospitare concerti di musicisti o spettacoli di artisti. Successivamente, nel 1927, il municipio commissionò all'architetto comunale, Emilio Salado, un progetto per abbellire la parte occidentale dell'Alameda con una vista privilegiata sul mare. Salado realizzò un progetto chiaramente influenzato dall'Art Déco e nel 1928 fu inaugurata una magnifica scala in pietra, ornata da due grandi pilastri alti sei metri, che terminavano con effigi di leoni di pietra a sostegno dello stemma della città. Negli anni '50, questi pilastri furono notevolmente ridotti all'altezza della ringhiera. I leoni di pietra che li hanno incoronati sono stati sostituiti da cibori a forma di vasi di fiori. Nel 2010, i pilastri e i leoni hanno riscoperto la loro posizione e il design originali.
L'attuale caffetteria El Cafetín, situata sul lato nord dell'Alameda, ricorda un vecchio caffè degli inizi del XX secolo che era in realtà solo un piccolo chiosco che offriva bevande e altri prodotti correlati. Nel 1987,  El Cafetín è stato aperto con la sua attuale estetica.

## Struttura
L'Alameda ha una superficie oblunga o ovale che parte dai dintorni del municipio in Piazza di Spagna in direzione di San Roque. Gli allineamenti degli alberi la dividono longitudinalmente in diverse camminate parallele. Con la Gran Vía di Montero Ríos, ha una superficie di 21.000 m². 

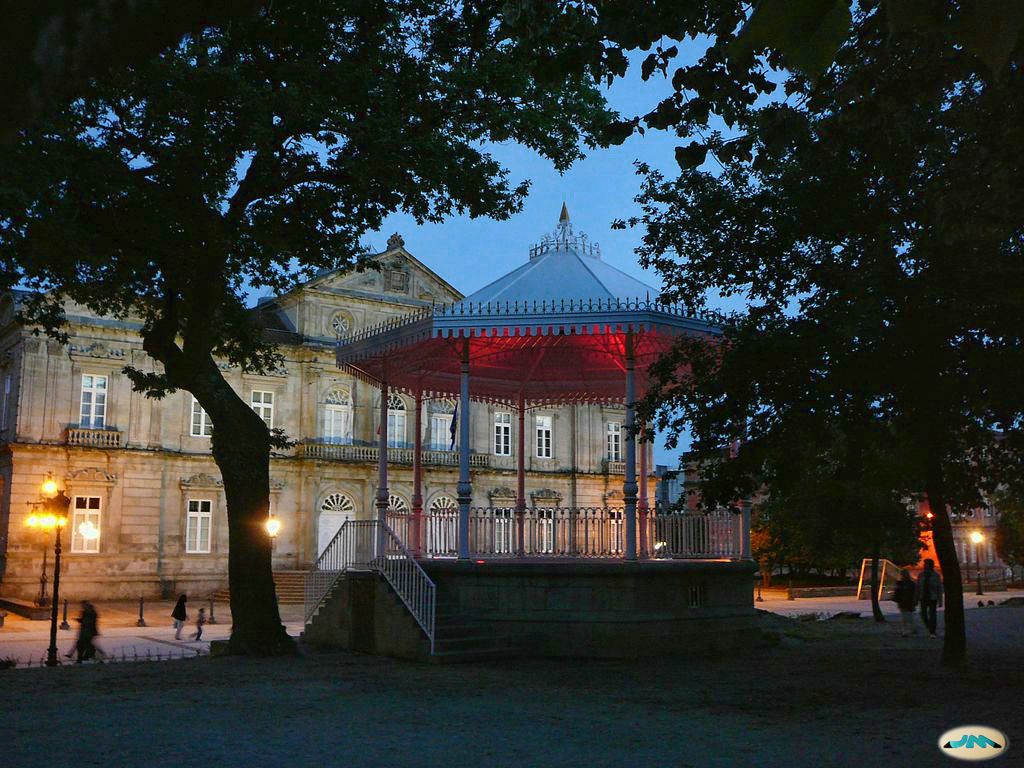
palco dell'orchestra

Il lato ovest dell'Alameda è delimitato da un punto di vista che termina in una scala in pietra. Questa scala è fiancheggiata da due colonne alte sei metri sulle quali sono collocate le effigi di due leoni di pietra che portano lo stemma della città . Sulle pareti circolari che delimitano questa parte meridionale si trovano i mosaici di azulejo realizzati da Carlos Sobrino. Sul lato dell'Alameda vicino alla Gran Via di Montero Ríos si trova il palco dell'orchestra.
Carlos Sobrino ha prodotto ventitré azulejo per l'Alameda di Pontevedra con diversi paesaggi e scene, rurali e urbane, dipinte nel 1927 e realizzate a Siviglia. Questi mosaici sono stati completamente restaurati come parte della riforma che è stata effettuata in prossimità del parco nel 2010 . 

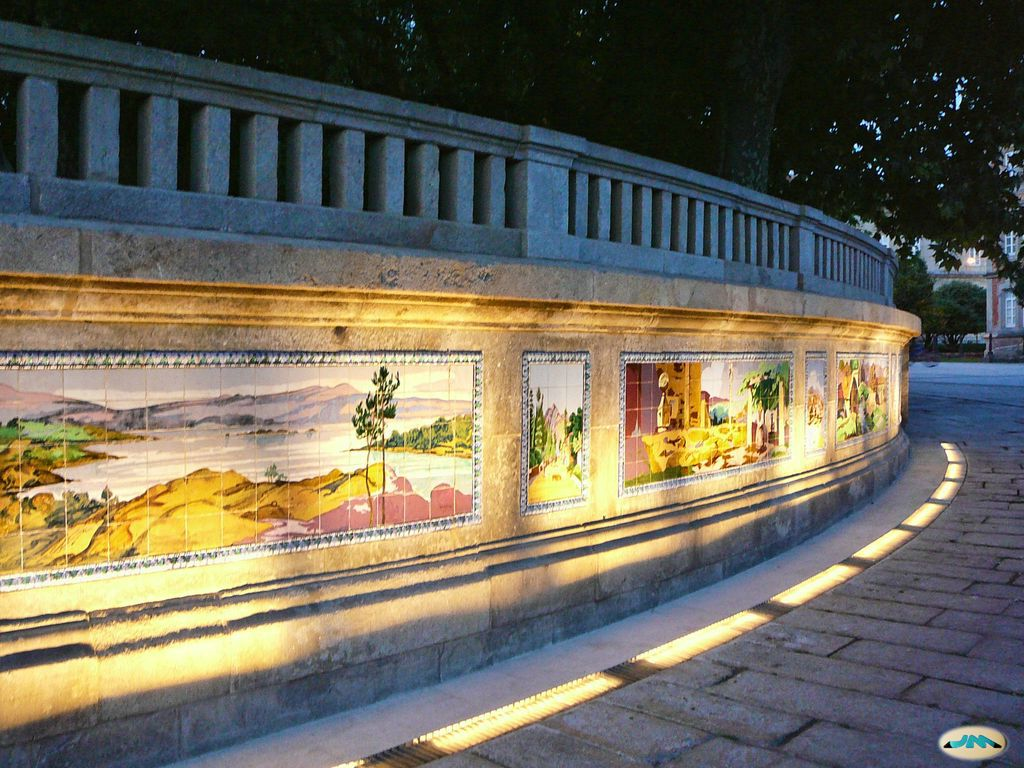
Scala e azulejo di Carlos Sobrino

Le scene illustrano costumi e architettura tradizionali   : persone in costumi tipici, gli hórreos di Combarro, la cappella della Madonna di Lanzada o la piazza della legna ( Plaza de la Leña ) nel centro storico della città, tra gli altri.
L'Alameda è delimitata sul lato est dal monumento agli Eroi di Puente Sampayo creato da Julio González-Pola y García nel 1911 in occasione del primo centenario della battaglia di Ponte Sampaio contro i francesi.
L'Alameda rimane fedele alla sua estetica e alla sua configurazione originale del XIX secolo. Conserva la terra nel terreno con percorsi delimitati da cinque filari di alberi, principalmente pioppi, pioppi neri, platani, tigli, ontani e querce, panchine in pietra e un palco ottagonale. L'ingresso orientale è presieduto da un albero di araucaria heterophylla, alto circa 30 metri, l'albero più alto dell'alameda. È separata dal viale acciottolato chiamato Gran Vía di Montero Ríos da sezioni di scale in pietra.

## Galleria d'immagini

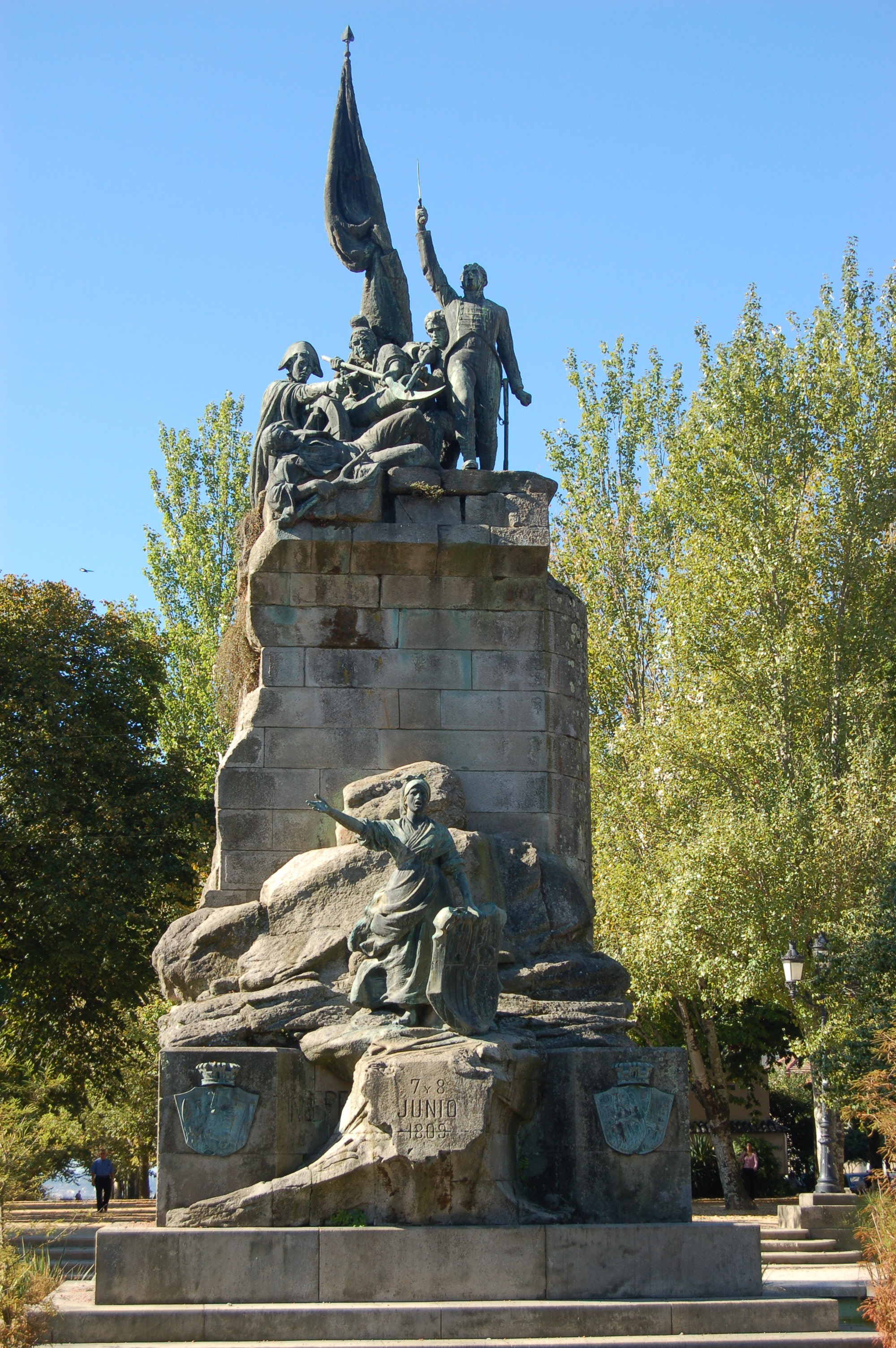
Monumento agli eroi di Puente Sampayo
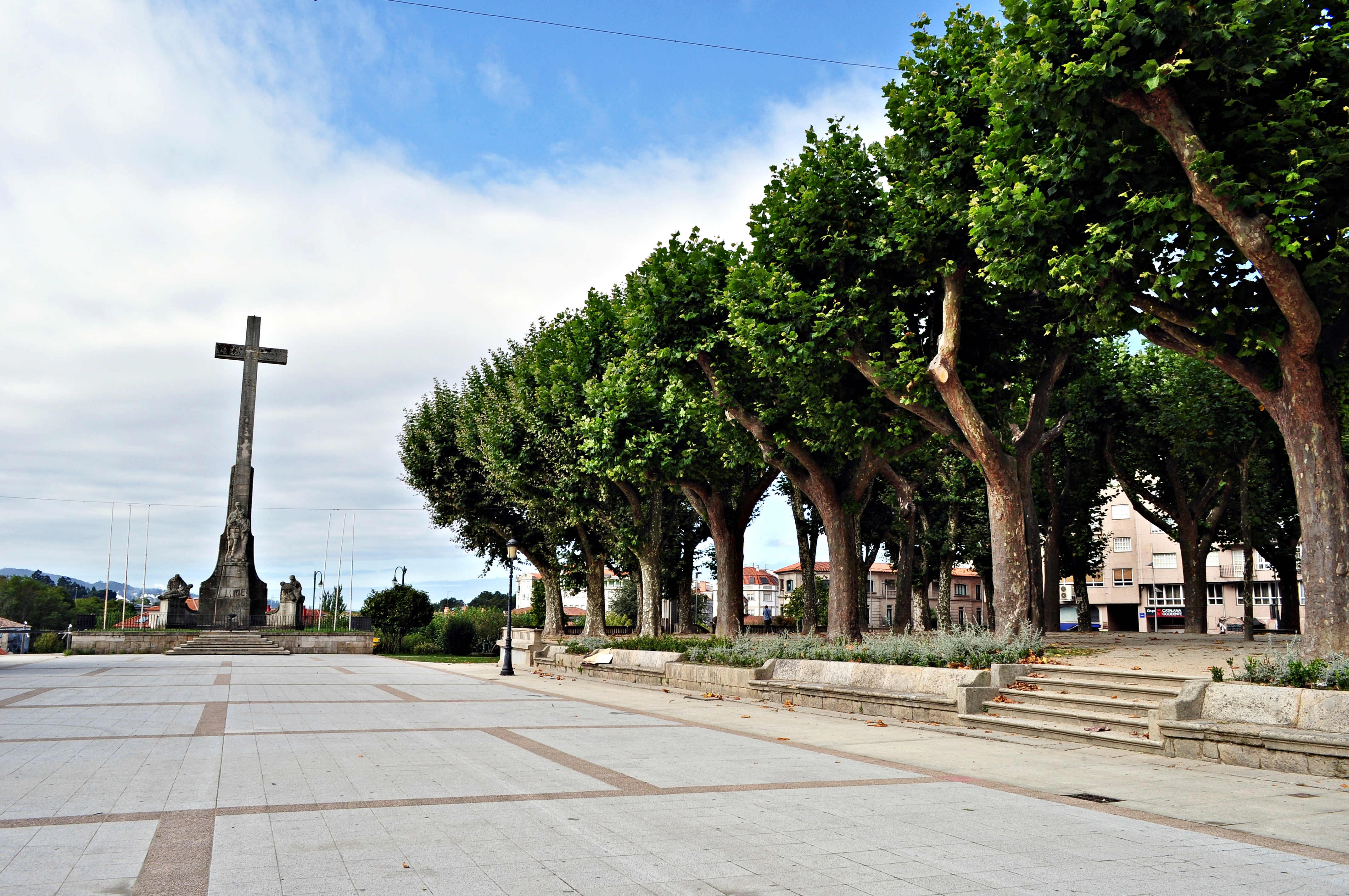
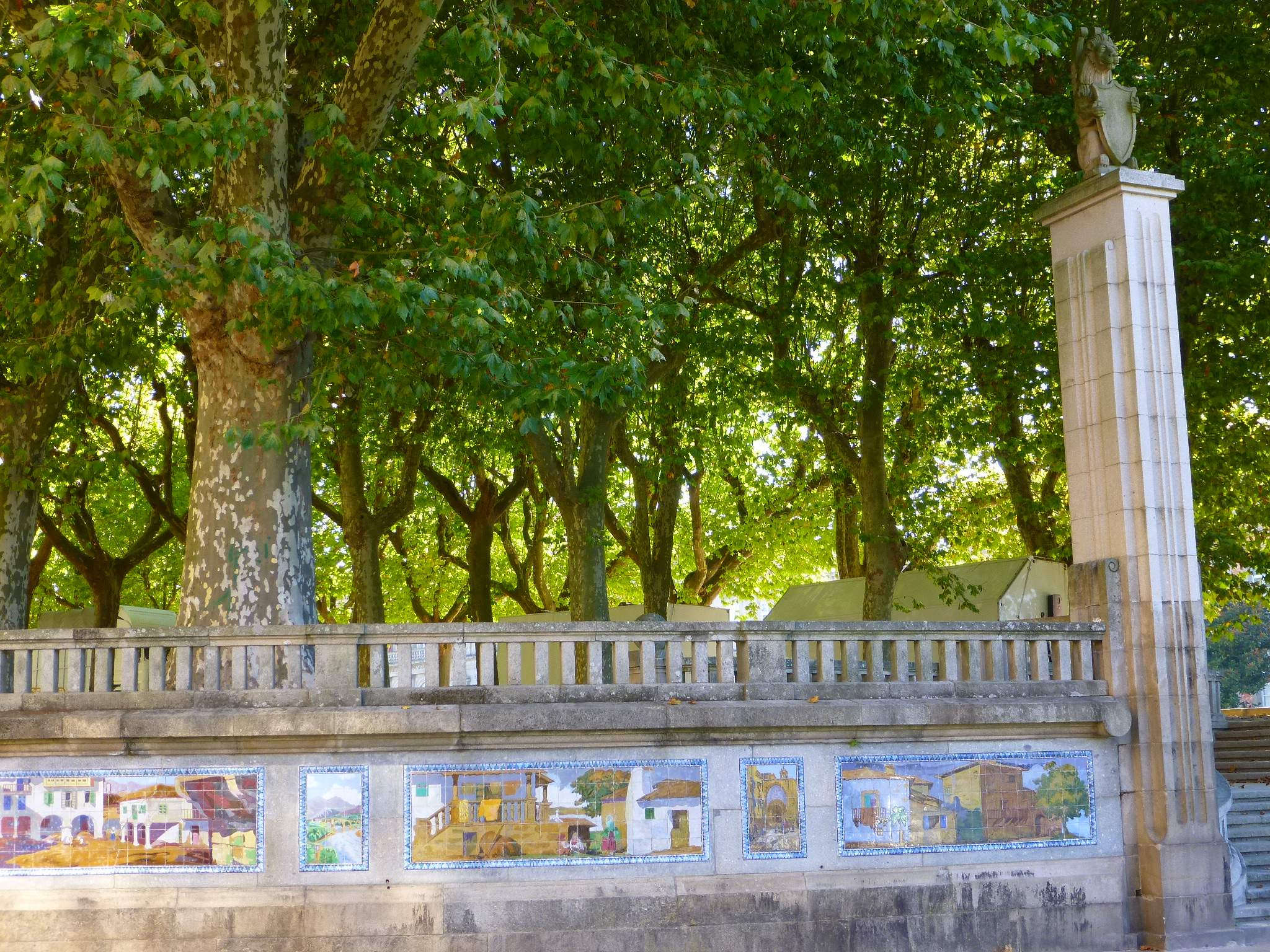
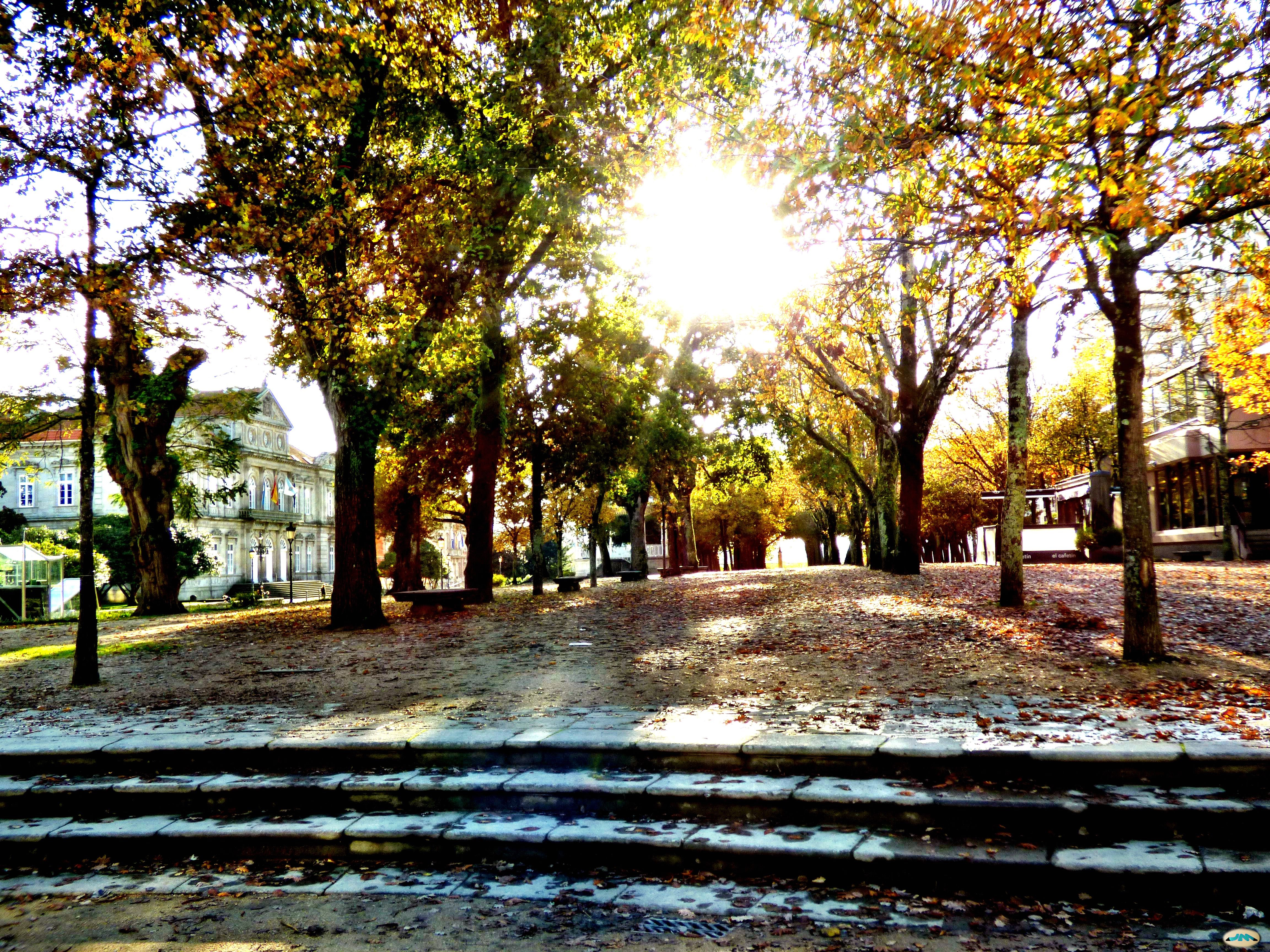
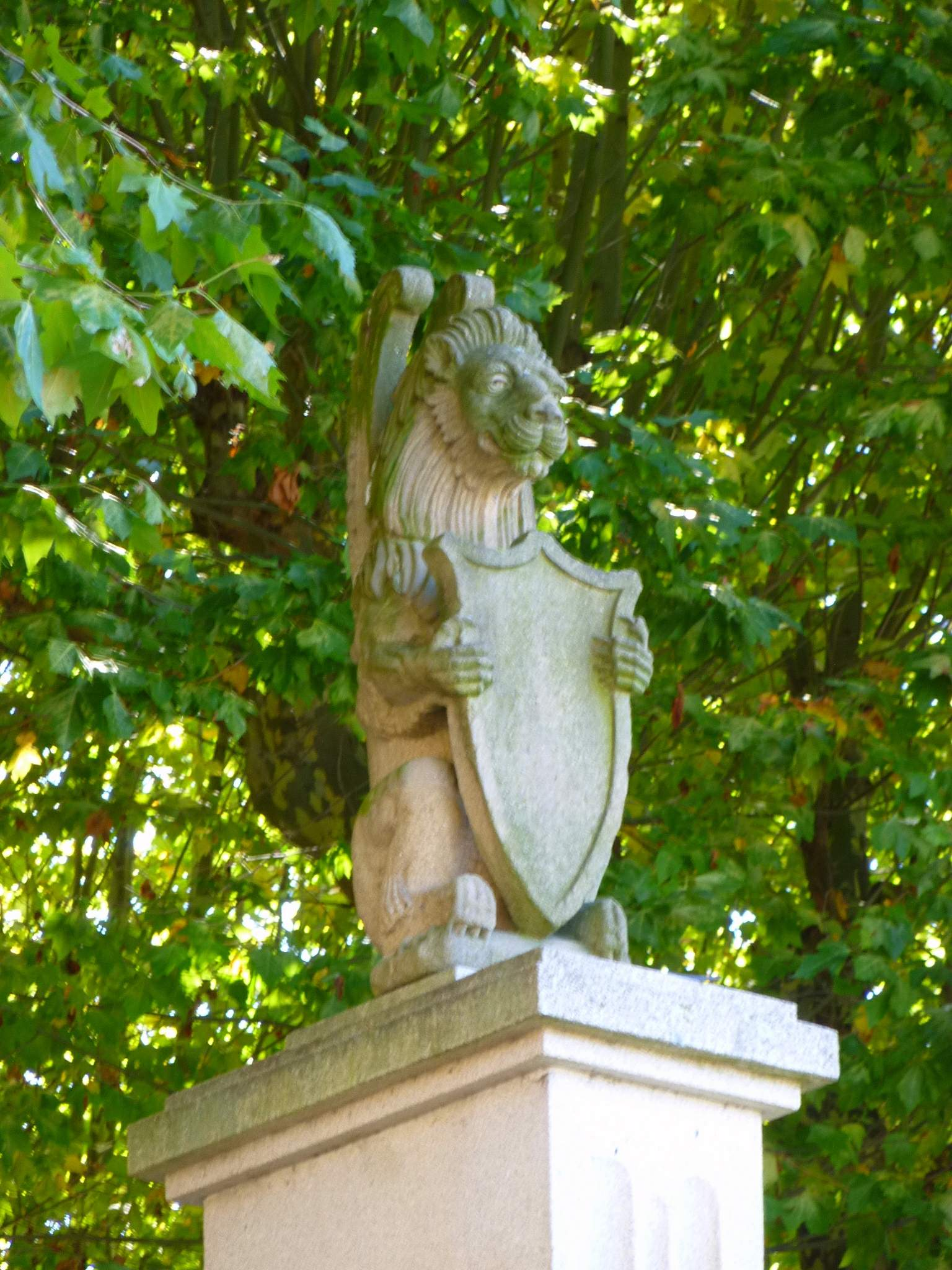
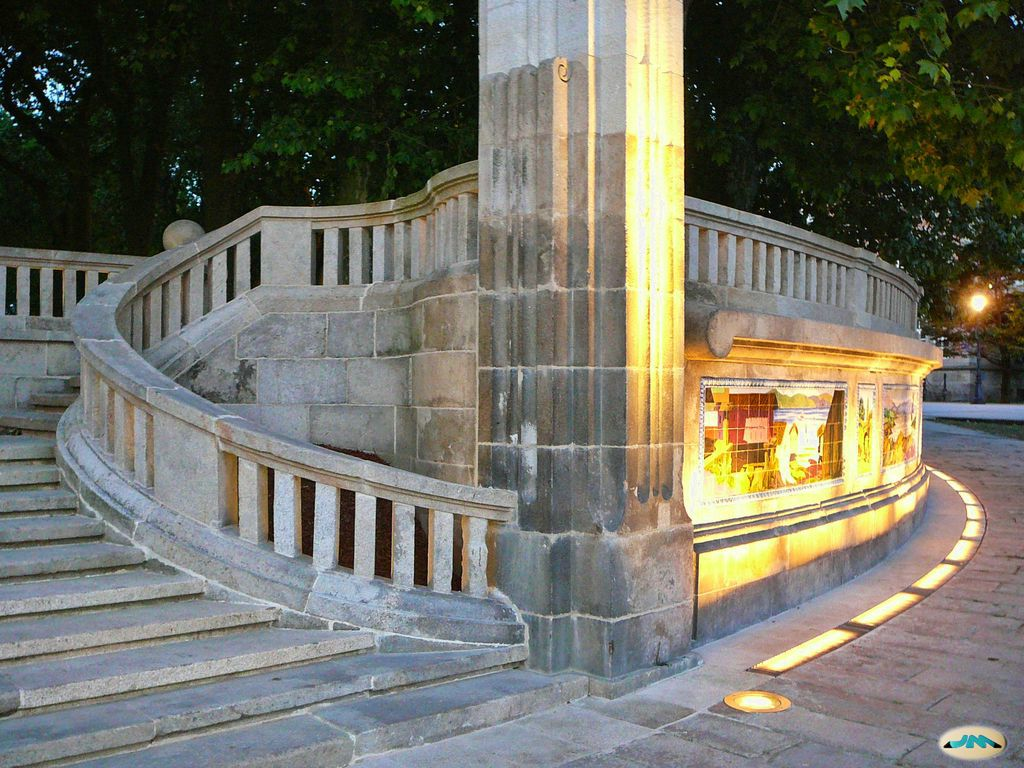
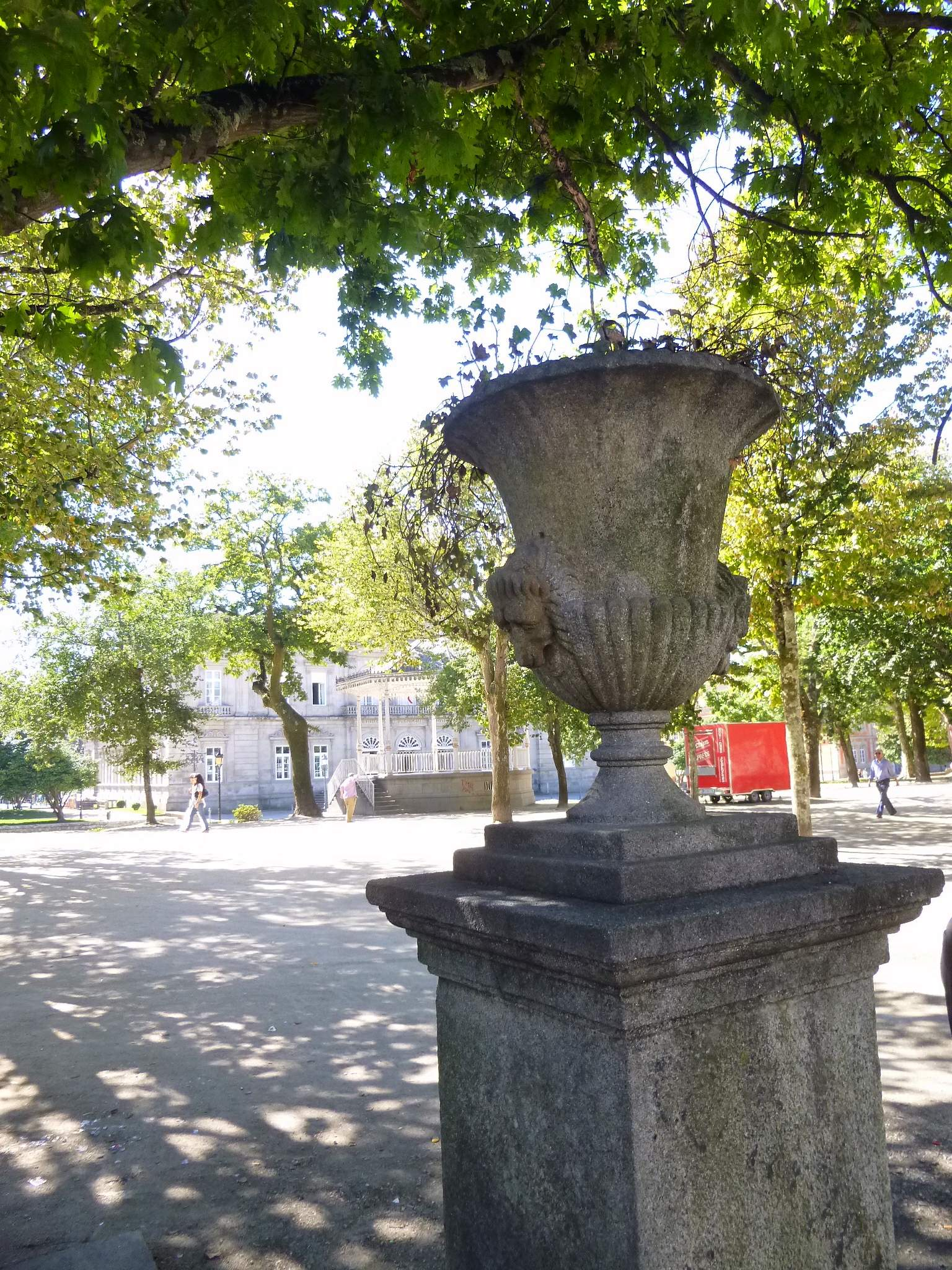
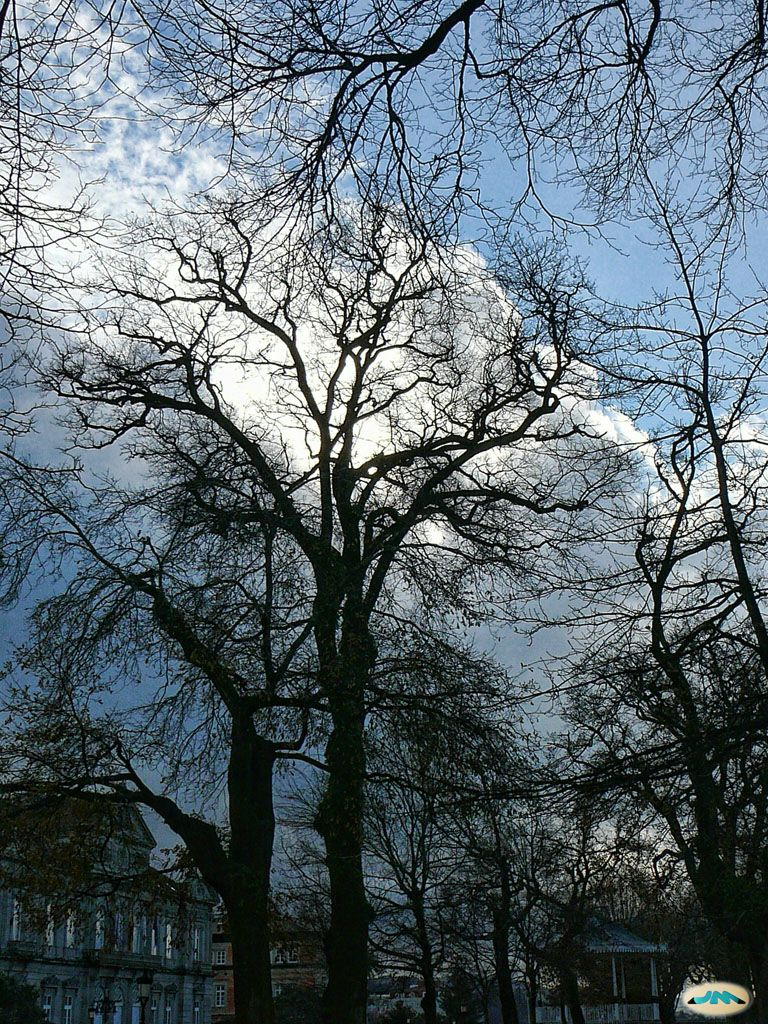
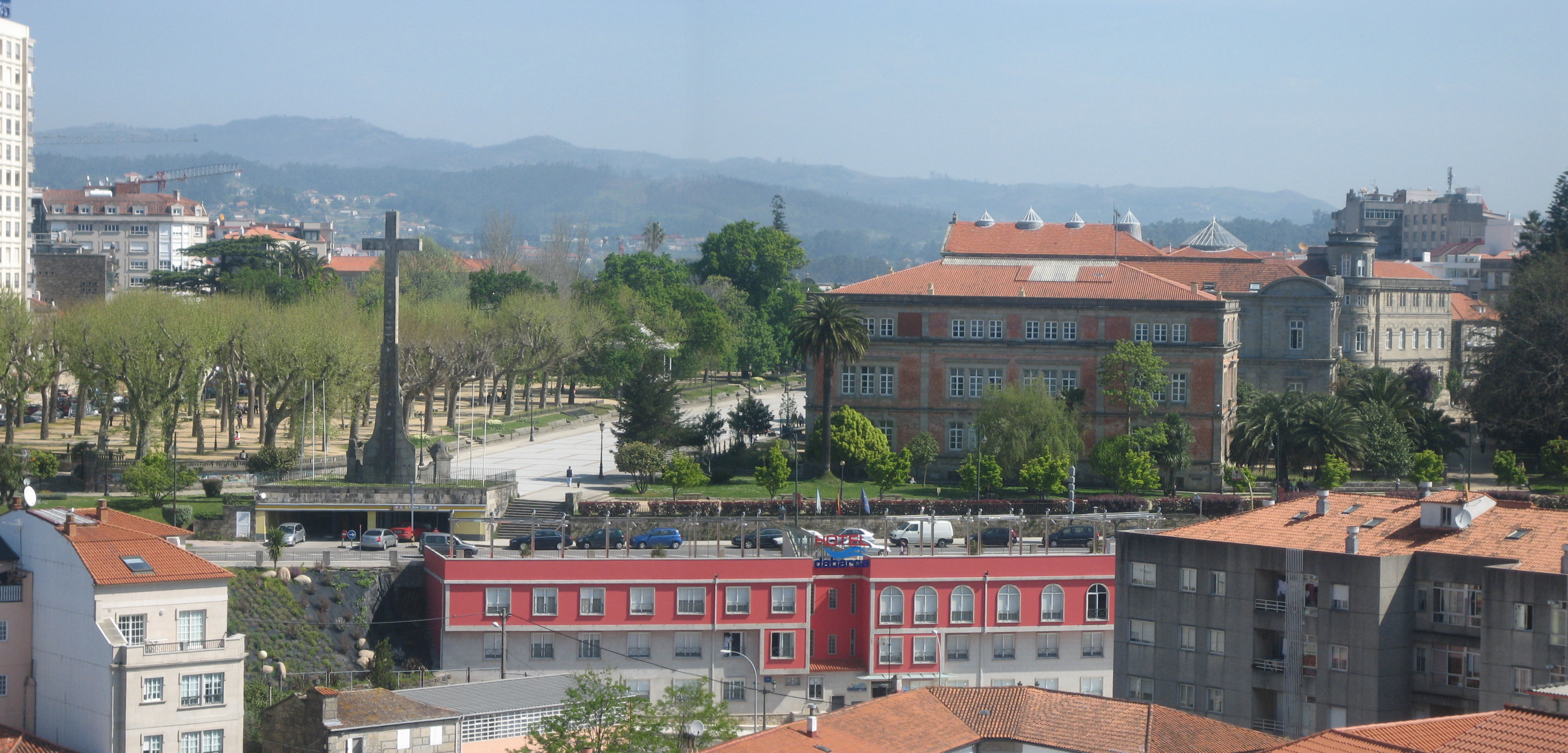
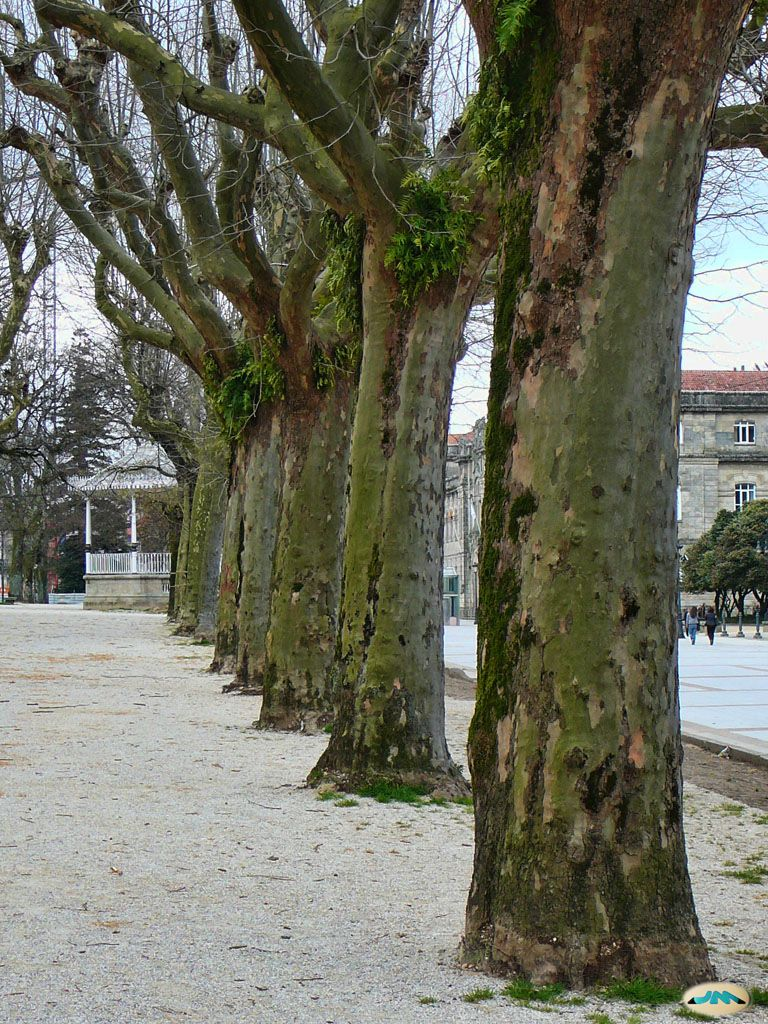
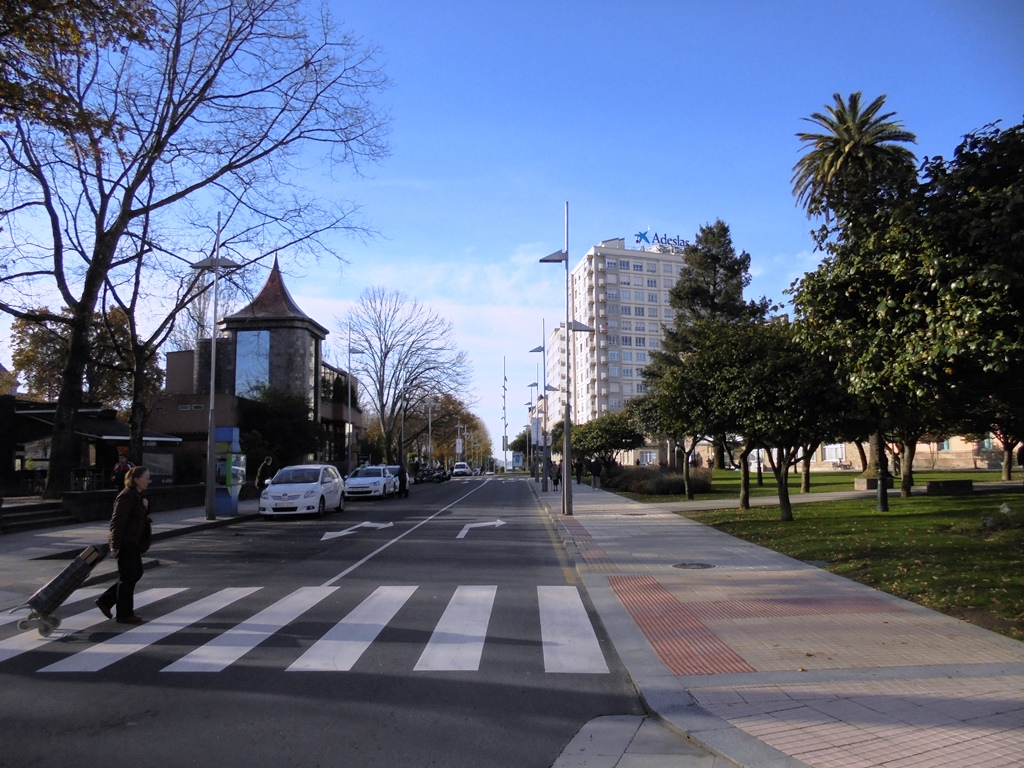
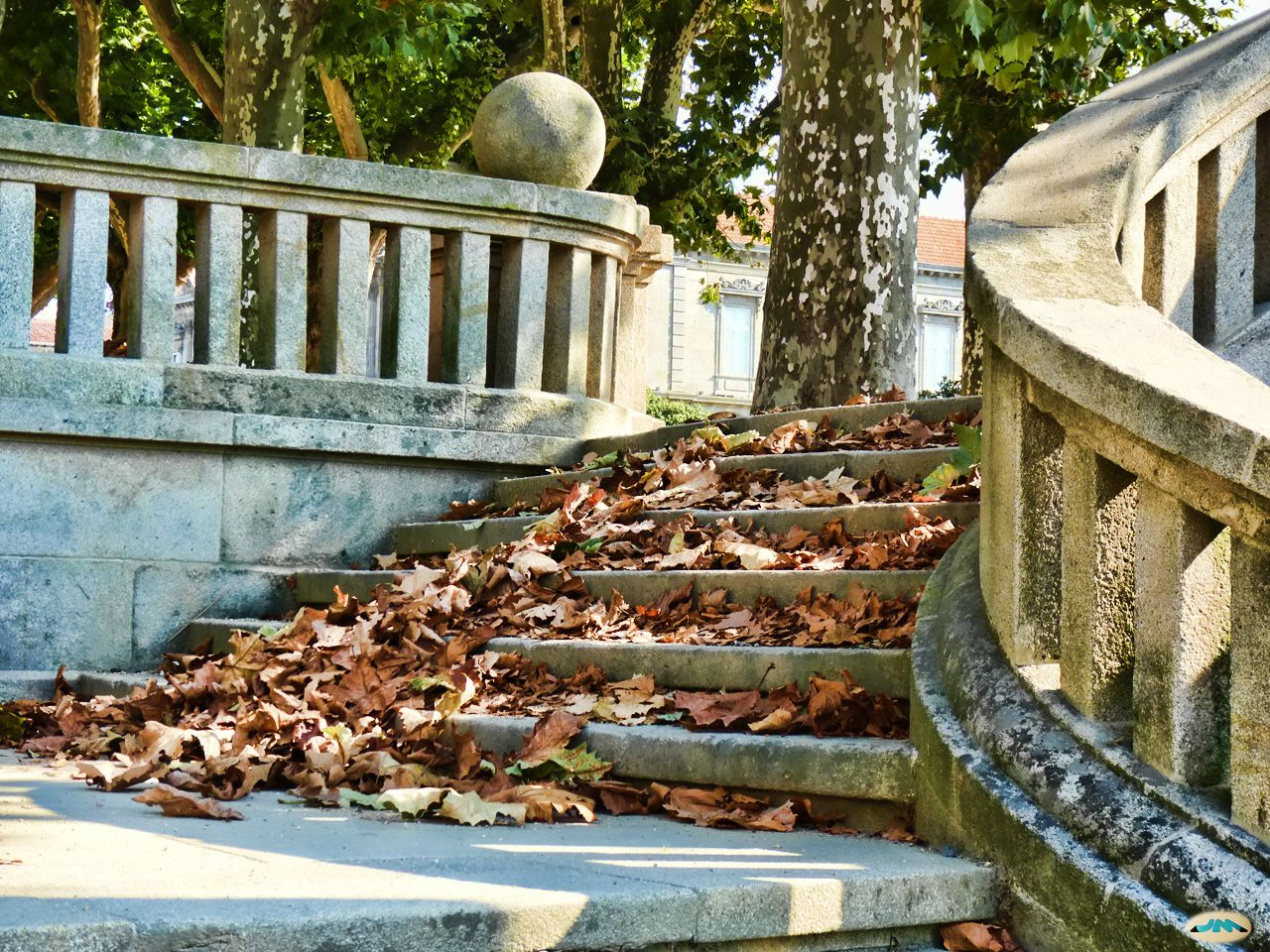
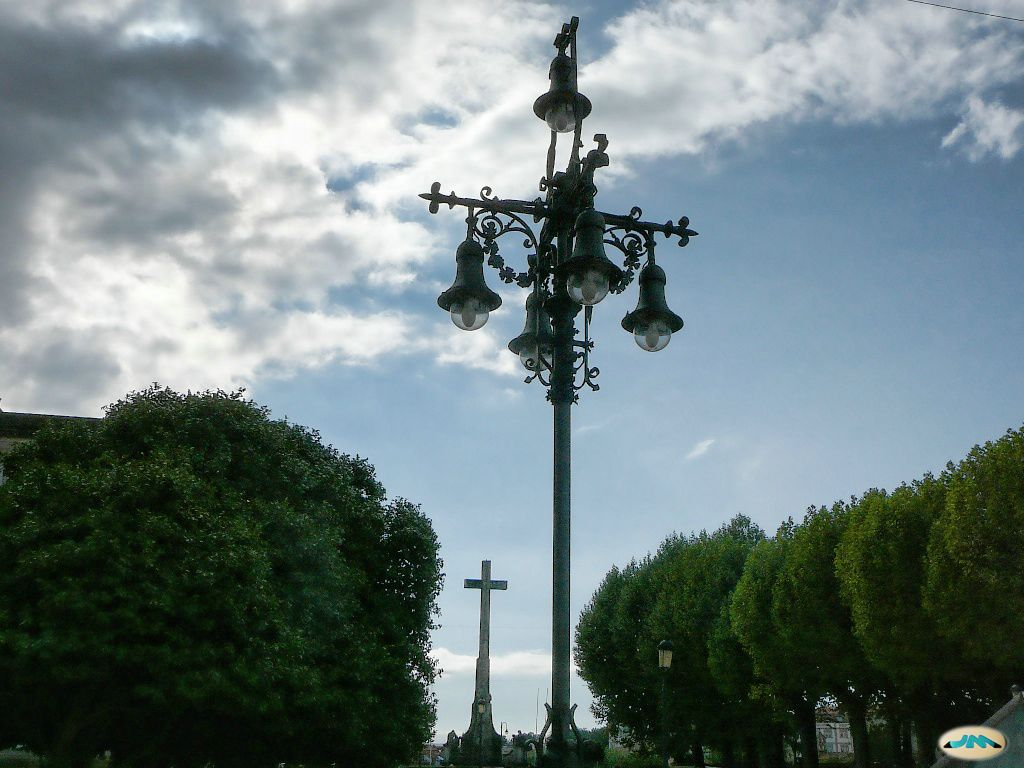
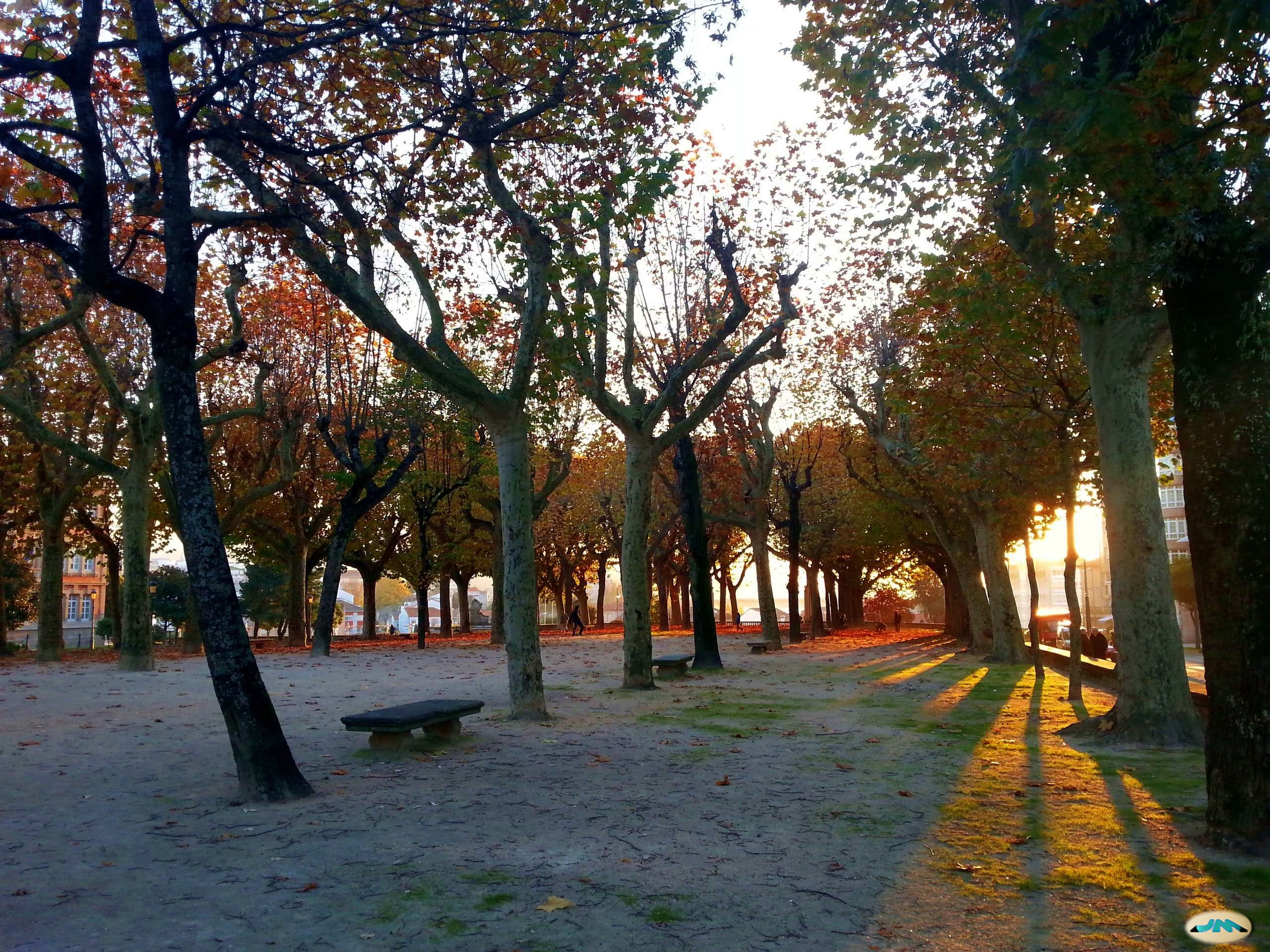
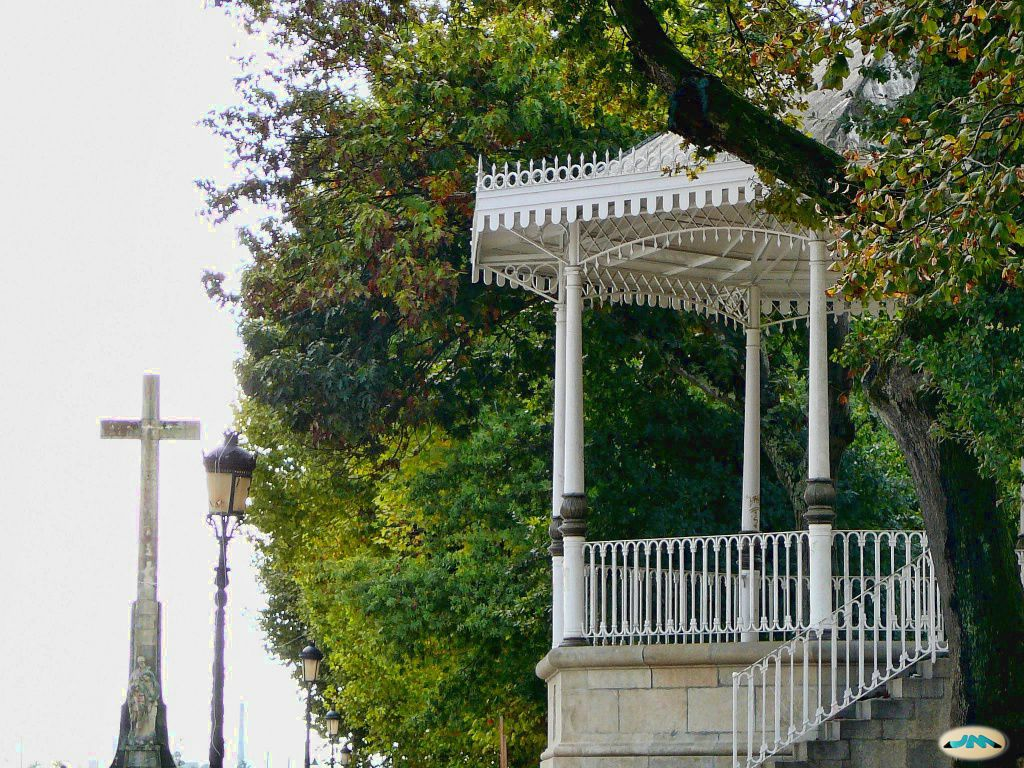